# Zona erogena del fornice vaginale anteriore

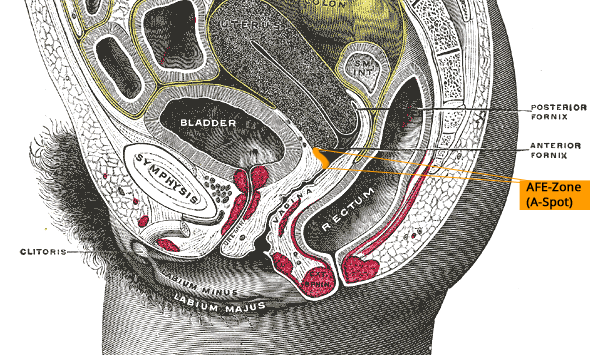
Riproduzione dell'anatomia interna del sistema riproduttivo femminile

La zona erogena del fornice vaginale anteriore (conosciuta anche come zona AFE, punto A o secondo punto G) è ritenuta essere una zona erogena femminile che, quando stimolata, può portare ad una rapida lubrificazione vaginale ed eccitazione sessuale, e la cui continua stimolazione può risultare in un intenso orgasmo.
Ad oggi la comunità scientifica non ha ancora preso una posizione definitiva riguardo all'esistenza o meno di tale zona. La cosa che più lascia scettica la maggior parte dei ginecologi, o comunque degli esperti del settore, è che la spiegazione dei fenomeni dovuti alla stimolazione di tale zona si basa sulla supposizione dell'esistenza di altre zone all'interno della vagina particolarmente ricche di terminazioni nervose, come il famigerato punto G, in ambito scientifico ormai ritenute inesistenti.

## Scoperta

### Ricerche iniziali
L'idea dell'esistenza di questa zona erogena è attribuita al ricercatore e ginecologo malese Chua Chee Ann. Nel 1984, durante un suo studio relativo a donne affette da secchezza vaginale, egli scoprì che la stimolazione di un'area della parete anteriore della vagina posta piuttosto in profondità aveva come risposta una rapida lubrificazione ed un innalzamento del desiderio sessuale. Tuttavia, egli decise di non rendere pubblica questa sua scoperta per ben tredici anni, fino al 1997.
Così come al punto G è stato dato questo nome dall'iniziale del cognome del suo presunto scopritore Ernst Gräfenberg (il quale in realtà non descrisse alcun punto vaginale sensibile), allo stesso modo questa zona è stata chiamata anche "punto A".

### Tecnica di stimolazione del punto A
Il dottor Chua Chee Ann ha documentato la sua tecnica di stimolazione del punto A in diversi libri e seminari definendola come il modo più efficace per ottenere la stimolazione della zona erogena del fornice vaginale anteriore. La tecnica consiste nell'applicare una certa pressione sull'area come se si stesse scavando con la mano a cucchiaio, stimolando al contempo altre parti della vagina. Secondo quanto egli afferma, l'utilizzo di questa tecnica per dieci minuti al giorno, renderebbe sia la lubrificazione vaginale che gli orgasmi femminili regolarmente raggiungibili anche senza preliminari.
Al fine di ottenere la stimolazione di questa zona erogena attraverso la penetrazione durante il rapporto vaginale, è necessario non solo un adeguato livello di eccitazione sessuale nella donna ma anche che la penetrazione sia particolarmente profonda ed effettuata con un angolo adeguato. Per questo, il raggiungimento della zona erogena del fornice anteriore è favorito da alcune posizioni e tecniche sessuali. Ad esempio, per una stimolazione ottimale si consiglia al partner maschile di rafforzare ogni spinta in avanti con un piccolo ulteriore movimento in avanti che, facendo penetrare il pene per altri 1 o 2 centimetri nella vagina, crei uno "shock" piccolo ma forte e profondo, badando però di non andare a spingere direttamente sulla cervice uterina, il cui tocco può risultare spiacevole per la partner. Anche la posizione dell'utero, ossia il suo essere antiflesso o retroflesso, risulta importante e può quindi richiedere la correzione delle posizioni sessuali da assumere. Per le donne con un utero retroflesso è ad esempio particolarmente utile alla piena stimolazione della zona AFE il disporsi in posizione da tergo sollevando maggiormente i glutei e assumendo una posizione iperlordotica; in tal modo, grazie alla modifica dell'angolo di entrata del pene, la zona erogena in questione può infatti essere raggiunta più facilmente.

## Ubicazione
La zona erogena del fornice vaginale anteriore sarebbe situata nel punto più profondo della parete anteriore della vagina, al di sopra della cervice, laddove la parete anteriore inizia a curvarsi verso l'alto, cioè all'entrata del fornice vaginale anteriore.
Alcuni medici ritengono che questa zona sia il fornice anteriore stessa, mentre altri hanno avanzato l'ipotesi che possa trattarsi di una prostata femminile degenerata, una teoria già proposta sia per il punto G che per le ghiandole di Skene. Secondo altri si tratta invece della piega (o plica) vesicouterina, sia a causa della vicinanza della suddetta piega con l'area in cui si ritiene che si trovi il punto A, sia in relazione alle supposte proprietà erogene del cavo del Douglas, conosciuto anche come piega (o plica) rettouterina.

## Meccanismo

### Lubrificazione
Stando a quanto affermato dal dottor Chua Chee Ann, la stimolazione della zona AFE comporterebbe il dirottamento del fluido eiaculatorio femminile prodotto dalle ghiandole di Skene durante gli orgasmi dovuti alla stimolazione del punto G, il quale verrebbe così utilizzato nella lubrificazione vaginale. Poiché oltre a tale meccanismo, la stimolazione della zona AFE creerebbe simultaneamente anche una sensazione erotica, la conseguente eccitazione sessuale avverrebbe piuttosto velocemente.

### Orgasmo
Si ritiene che gli orgasmi derivanti dalla stimolazione della zona erogena del fornice vaginale anteriore e quelli derivanti dalla stimolazione del clitoride siano due cose distinte. Mentre alcune donne sostengono che la sensazione è simile a quella provata durante un orgasmo derivante dalla stimolazione del punto G, che, come detto, ormai in ambito scientifico non è ritenuto esistere, altre l'hanno definita decisamente più "intensa". 